# IDFA Award
De VPRO IDFA Award, voor 2009 de VPRO Joris Ivens Award, is een prijs die op het IDFA werd uitgereikt aan de beste documentaire. De prijs bestaat uit 12.500 euro en de garantie dat de VPRO de film op televisie uitzendt.
Tot en met 2002 ging de prijs naar films die op film gedraaid werden (films op video kregen de Zilveren Wolf), vanaf 2003 naar films op film of video die langer dan 60 minuten duren (de Zilveren Wolf gaat nu naar kortere films).
De prijs was tot 2009 genoemd naar Joris Ivens (1898-1989), een bekend Nederlands cineast, die internationaal zowel geroemd als verguisd werd (het laatste wegens zijn communistische ideeën) om zijn documentaires.

## De winnaars
- 1988 Kghziner - Ruben Gevorkyants (USSR) en Birthplace unknown - Karin Junger (NL)
- 1989 Skieskala - Iwars Seletskis (Letland)
- 1990 Christo in Paris - David en Albert Maysles e.a. (VS)
- 1991 Rêves et silences - Omar Al-Quattan (België, Palestina)
- 1992 La memoria del agua - Héctor Faver (Spanje, Argentinië)
- 1993 Belovy - Viktor Kosakovsky (Rusland)
- 1994 Solo, de wet van de favela - Jos de Putter (NL)
- 1995 Délits flagrants - Raymond Depardon (Frankrijk)
- 1996 Atman - Pirjo Honkasalo (Finland)
- 1997 Auf der Kippe - Andrej Schwartz (Duitsland)
- 1998 Fotoamator - Dariusz Jablonski (Polen e.a.)
- 1999 André Hazes, zij gelooft in mij - John Appel (NL)
- 2000 De zee die denkt - Gert de Graaff (NL)
- 2001 Family - Phie Ambo en Sami Saif (Denemarken)
- 2002 Stevie - Steve James (VS)
- 2003 Machssomim - Yoav Shamir (Israël)
- 2004 Stand van de maan - Leonard Retel Helmrich (NL)
- 2005 La casa de mia abuela - Adán Aliaga (Spanje)
- 2006 The Monastery: Mr. Vig and the Nun - Pernille Rose Grønkjær (Denemarken)
- 2007 Stranded (documentary) - Gonzalo Arijon (Frankrijk)
- 2008 Burma VJ, Reporting from a closed country - Anders Østergaard (Denemarken)
- 2009 Last Train Home - Lixin Fan (China)
- 2010 Stand van de Sterren - Leonard Retel Helmrich (Nederland)